# Église de l'Assomption d'Herbisse
L'église de l'Assomption est une église située à Herbisse, en France.

## Description
|  |  |  |

## Localisation
L'église est située sur la commune d'Herbisse, dans le département français de l'Aube.

## Historique
L'édifice est classé au titre des monuments historiques en 1989.